# Баламиды
Балами́ды или Семья́ Балами́ — персидская семья из Хорасана и Мавераннахра, вассалы Саманидов.

## Происхождение
Хотя в некоторых источниках утверждается, что они были арабского происхождения, они, скорее всего, были иранского происхождения и изначально были мавлой племени тамим. Позже семья утверждала, что имеет знатное арабское происхождение, чтобы поднять свой престиж.

## Известные личности
Самыми известными членами были: 
- Абу-ль-Фадль аль-Балами
- Мухаммад Балами